# IC 868/2
IC 868/2 је лентикуларна галаксија у сазвијежђу Береникина коса која се налази на листи објеката дубоког неба у Индекс каталогу.
Деклинација објекта је + 20° 37' 15" а ректасцензија 13h 17m 30,1s. Привидна величина (магнитуда) објекта IC 868 износи 15,9 а фотографска магнитуда 16,9. IC 8682 је још познат и под ознакама NPM1G +20.0348, PGC 1632104.